# Dieter Asmus
Pour les articles homonymes, voir Asmus.
Dieter Asmus est un peintre réaliste, reconnu comme un peintre d'objets. Né le 1er mars 1939 à Hambourg.

## Biographie
Dieter Asmus poursuit ses études à  l'École Des Beaux-Arts de Hambourg de 1960 à 1967. Entretemps, en 1965, il fonde le groupe Zebra avec trois de ses amis. À l'exemple de la Neue Sachlichkeit de Grosz et Dix, ils prétendent, avec des moyens renouvelés en accord avec leur présent, à une nouvelle objectivité à l'égard du réel dont ils représentent les aspects les plus quotidiens par la technique la plus froide et apparemment indifférente possible.
Dans le cas d'Asmus, il peint souvent des personnages féminins, situés dans un environnement indéfinissable, comme à la surface d'une planète morte, dont les formes sont simplifiées et géométrisées en volumes curvilignes par un éclairage violent, générateur de forts contrastes dans le rapport quasi métallique entre lumière et ombre. Ses peintures sont une reproduction exacte des objets, mais sortis de leur contexte habituel, ce qui octroie une objectivité autre à la réalité.
On peut recevoir ce message, comme une mise en accusation d'un monde aseptisé, déshumanisé.

## Musées
- Wolfsbourg :
  - Femme à la poupée daté 1966.

## Sources
Dieter Asmus - Dieter Asmus -Dieter Asmus